# Grbavac
Grbavac es una localidad de Croacia en la ciudad de Grubišno Polje, condado de Bjelovar-Bilogora.

## Geografía
Se encuentra a una altitud de 211 m s. n. m. a 126 km de la capital nacional, Zagreb.

## Demografía
En el censo 2021, el total de población de la localidad fue de 143 habitantes.
| Gráfica de población de Grbavac 1857-2021                           |
|                                                                     |
| Según los censos de población de la oficina estadística de Croacia. |